# Та-Кео
Та-Кео (кхмер. ប្រាសាទតាកែវ) — храм-гора, центр новой столицы — Джаендранагари (санскрит. город Индры-завоевателя). Его строительство начал Джаяварман V, но оно так никогда и не было закончено.
Строительство храма-горы Та-Кео началось в 975 году. К нему вела аллея для шествий меж двумя рядами колонн. Он состоял из громадной прямоугольной латеритовой пирамиды, полностью одетой в песчаник и являющийся не только одним из самых эффектных в своём роде, но и самым первым храмом-горой, полностью построенным из песчаника.
На 1-м уровне, на высоком цоколе, размещена ограда 120х105 метров и глухая стена с осевыми гопурами, главная из которых обращена на восток. 2-м прямоугольным зданиям предшествуют портики, параллельные восточной стене.
2-й уровень поднимается на высоту 5,6 метра. На нём расположена сплошная галерея, 79х73 метра, с ложным кирпичным ступенчатым сводом, забранными колонками, глухими окнами, с внешней стороны открытыми колонками, с наружной стороны. Гопуры встроены в стены угловыми башнями. В галерею, образованную более древними прямоугольными зданиями, войти нельзя.
Внутри ограды 2 прямоугольных строения «библиотеки», вдоль восточной стены, фланкирующие подъездную дорогу. Чтобы для этих зданий хватило места, восточною сторону террасы сделали шире остальных.
«Библиотеки» имеют своеобразную. примечательную форму: внутри них всего одна комната, но снаружи, благодаря двум опущенным полуцилиндрическим сводам, опирающимся на стены по периметру, образуется подобие нефа и двух пределов.
Пирамида, отодвинута к западу, имеет 3 террасы с обломами длиной 60 метров у основания и 46 метров у вершины, высотой почти 14 метров.
Башни расположены в шахматном порядке, с доминированием центральной, сделанной полностью из граувакки (очень твёрдый песчаник с содержанием полевого шпата).
Прасат имеет крестообразную в плане форму, цели предшествуют 4 портика.
В центральной башне, стоящей на 2-м крестообразном цоколе, 4 вестибюля отделяют целлу от портиков.
Крыша их 4-х постепенно уменьшающихся ярусов, возвышающихся на 44,5 метра над уровнем земли (в незаконченном виде).
Как полагают исследователи, работы могли быть начаты и продолжены при преемнике Джаявармана V.
Некоторые специалисты приписывают начатые работы последнему правителю.